# 呂号第三十潜水艦
|          |                                                                       |
| 艦歴     |                                                                       |
| 計画     | 大正7年度計画                                                         |
| 起工     | 1921年6月27日                                                         |
| 進水     | 1923年1月18日                                                         |
| 就役     | 1924年4月29日                                                         |
| 除籍     | 1942年4月1日                                                          |
| その後   | 戦後に解体                                                            |
| 性能諸元 |                                                                       |
| 排水量   | 常備：852.3トン 水中：886.4トン                                       |
| 全長     | 74.22m                                                                |
| 全幅     | 6.12m                                                                 |
| 吃水     | 3.73m                                                                 |
| 機関     | ズルツァー式ディーゼル2基 電動機、2軸 水上：1,200馬力 水中：1,200馬力 |
| 速力     | 水上：13kt 水中：8.5kt                                                |
| 航続距離 | 水上：10ktで9,000海里 水中：4ktで85海里                               |
| 燃料     | 重油                                                                  |
| 乗員     | 44名                                                                  |
| 兵装     | 12cm単装砲1門 53cm魚雷発射管 艦首4門 魚雷8本                          |
| 備考     | 安全潜航深度：45.7m                                                   |

呂号第三十潜水艦（ろごうだいさんじゅうせんすいかん）は、日本海軍の潜水艦。呂二十九型潜水艦（特中型、海中5型）の2番艦。竣工時の艦名は第六十九潜水艦。

## 艦歴
1921年（大正10年）6月27日、川崎造船所で起工。1923年（大正12年）1月18日進水。1924年（大正13年）4月29日竣工。竣工時の艦名は第六十九潜水艦、二等潜水艦に類別。1924年（大正13年）11月1日、呂号第三十潜水艦に改称。1938年（昭和13年）6月1日、艦型名を呂三十型に改正。1942年（昭和17年）4月1日に除籍。戦後に解体された。
速力が13ノットに留まり、鎮守府の警備艦に配属された。

## 歴代艦長
※艦長等は『日本海軍史』第9巻・第10巻の「将官履歴」及び『官報』に基づく。

### 艤装員長
- （心得）吉富説三 大尉：1923年2月1日 - 1924年4月29日

### 艦長
- （心得）吉富説三 大尉：1924年4月29日 - 12月1日
- 吉富説三 少佐：1924年12月1日 - 1925年12月1日
- 矢野美年 大尉：1925年12月1日[7] - 1929年3月6日[8]
- 嘉村嘉六 少佐：1929年3月6日[9] - 1929年11月1日[10]
- 溝畠定一 大尉：1929年11月1日[10] - 1931年4月1日[11]
- （兼）田村礼三 大尉：1931年4月1日[11] - 12月1日[12]
- 山田隆 大尉：1931年12月1日 - 1934年3月20日
- （兼）江見哲四郎 大尉：1934年3月20日 - 11月1日
- （兼）中川肇 大尉：1934年11月1日[13] - 1934年12月15日[14]